# Trofeo Invicto Don Balón
El Trofeo Invicto Don Balón fue un premio futbolístico que desde 2001 hasta 2011 concedía cada año la revista deportiva española Don Balón al equipo que lograba mantenerse sin perder durante más jornadas en el fútbol español (Primera División, Segunda División A, Segunda B y la Tercera División). Desde la creación del trofeo, el récord llegó a estar en los 35 partidos conseguidos por el Club Deportivo Mirandés y el Club de Fútbol Atlético Ciudad.